# Lenguas dogón
Las lenguas dogón constituyen una familia de unas veinte lenguas emparentadas habladas por los diversos pueblos dogón que usualmente se clasifican como una rama divergente de las familia Níger-Congo, aunque el lugar preciso que ocupan las lenguas dogón en el árbol filogenético es muy inseguro. Ocasionalmente se habla de un idioma dogón, pero la enorme divergencia interna no justifica el considerar que todas las variedades dogón como dialectos de una misma lengua.

## Distribución
Las lenguas dogón se hablan principalmente en el sur y este de Malí —en la región sobre la ribera izquierda del río Níger— y en la región fronteriza de Burkina Faso. Cuenta con unos 600 000 hablantes.

## Clasificación
En el pasado, la lengua dogón se clasificó en la rama de las lenguas gur, si bien hoy en día esa hipótesis ha sido descartada por falta de sustento, dadas las diferencias tanto léxicas como gramaticales y el mejor conocimiento que se tiene de ambos grupos de lenguas.

### Clasificación interna
Se han sugerido diversas agrupaciones sobre la base del porcentaje de cognados compartidos. Sobre esa base Pokhorov (2010) considera la siguiente división, para 14 lenguas dogón:
- Dogón occidental
  - Mombo
  - Ampari
  - Bunoge
- Dogón oriental
  - Dogón centroriental
    - Tommo so
    - Donno so
    - Yorno so

  - Dogón suroriental
    - Jamsay
    - Togo-Kan

  - Dogón nororiental
    - Toro Tegu
- Dogón septentrional
  - Dogón noroccidental
    - Nanga
    - Walo
    - Beni

  - Dogón nororiental
    - Yanda
    - Najamba-Kindige

## Comparación léxica
Los numerales para diferentes lenguas dogón son:
| GLOSA | Nororiental | Nororiental | Norcental | Norcental | Najamba- Kindige | Meseta central | Meseta central | Meseta central | Mombo  | Togo Kan | PROTO- DOGÓN        |
| GLOSA | Toro Tegu   | Bakan Tey   | Yanda Dom | Nanga     | Najamba- Kindige | Donno So       | Tommo So       | Dogul Dom      | Mombo  | Togo Kan | PROTO- DOGÓN        |
| ----- | ----------- | ----------- | --------- | --------- | ---------------- | -------------- | -------------- | -------------- | ------ | -------- | ------------------- |
| '1'   | túrú        | tùmá        | tùmáː     | tùmâ      | kúndé            | tí / túru      | tíː / túmɔ́     | tɔ̀mɔ̀           | tíːtà  | tí       | *ti- *tuma/*turu    |
| '2'   | lɛ̌y         | yǒy         | nɔ́ː ~ nó  | wǒy       | nôːy             | lɛ̀y            | néː            | néːɡè          | nɛ́ːŋɡá | lɔ́y      | *lɛy~lɔy *noy/*neː- |
| '3'   | tǎːlí       | tàːní       | táːndù    | tàːndǐː   | tàːndîː          | tàːnu          | tàːndú         | táːndù         | táːndì | tàːnú    | *taːndɨ             |
| '4'   | nǎyⁿ        | nìŋŋěyⁿ     | cɛ́zɔ̀      | nɔ̌yⁿ      | kɛ́ːdʒɛ̀y          | này            | nǎy            | kɛ́ːsɔ̀          | kɛ́ːjɔ́  | nǎyⁿ     | *nay *kɛːʝɔ         |
| '5'   | nǔːyⁿ       | nùmmǔyⁿ     | nûm       | nìmǐː     | nùmîː            | nùmoro         | ǹnɔ́            | ǹó             | núːmù  | núnɛ́ːⁿ   | *numu-              |
| '6'   | kúréy       | kúròy       | kúlé      | kúrê      | kúlèy            | kúlóy kulei    | kúlóy          | kúlè           | kúléyⁿ | kúréː    | *kuley~kuloy        |
| '7'   | sóyⁿ        | síyⁿɔ̀yⁿ     | swɛ́ː      | súyɛ̂      | swɛ̂y             | sɔ̀y            | sɔ́y            | sɔ́ːwɛ̀          | sɔ́ːlì  | sɔ́ː      | *sɔːwi              |
| '8'   | ɡáːrà       | ɡáːrày      | sáːɡè     | ɡáːrɛ̀     | sáːɡìː           | ɡàɡara         | ɡáɡìrà         | sèːlé          | séːlè  | sìláà    | ?                   |
| '9'   | láːrà       | tèːsúm      | twâː      | tèːsǐː    | twây             | tùo tuɡɔ       | túwːɔ́          | tùːwɔ́          | tóːwà  | túwáà    | *tuwa               |
| '10'  | pɛ́ró        | pɛ́ːrú       | píyél     | pɛ́ːrú     | píyɛ́lì           | pɛ́lu           | pɛ́l            | pɛ́ːl           | pɛ́ːlù  | pɛ́rú     | *pɛːlu              |